# Grb Občine Tržič
Grb Občine Tržič je upodobljen na poznogotskem ščitu sanitske oblike. Na spodnjem delu ščita je upodobljeno srebrno obzidje iz sedmih vrst klesanega kamna in štirimi strelnimi linami v peti vrsti gledano od spodaj navzgor. Obzidje je na vrhu zaključeno s štirimi cinami, ki delijo grb na polovico. Zgornji del grba je svetlo modre barve. 
Zlati trak, ki ga ima ščit na zunanjem robu, lahko služi le kot grbovni okras.